# High Willhays
High Willhays je hora v severozápadní části národního parku Dartmoor v Anglii, 5 km jižně od města Okehampton a 38 km od Plymouthu. S nadmořskou výškou 621 m je nejvyšším vrcholem hrabství Devon i celé jižní Anglie a spolu se sousedním vrcholem Yes Tor bývá nazývána „střechou Devonu“. Je tvořena žulou z období před 280 miliony lety. High Whyllie náleží do povodí řeky Torridge.  

## Název
Původ názvu je nejasný. Místní kronikář William Crossing ho odvozuje od velšského výrazu gwylfa (strážní vrch) nebo od wheal (důl). Jiné vysvětlení pracuje se slovem well (pramen).

## Turistika
Vrchol bývá cílem turistických výprav, které zpravidla vyrážejí z parkoviště u přehrady Meldon Dam. Nachází se však v oblasti vojenského cvičiště, proto bývají zhruba po čtyři měsíce v roce vyvěšeny červené praporky zakazující vstup.